# ريكاردو لاغوس
ريكاردو فروليان لاغوس إيسكوبار (بالإسبانية: Ricardo Froilán Lagos Escobar) (ولد في 2 مارس 1938) محام تشيلي، ورجل اقتصاد، وسياسي ديمقراطي اجتماعي شغل منصب رئيس تشيلي من عام 2000 حتى عام 2006. فاز بالانتخابات الرئاسية 1999-2000 بفارق بسيط عن مرشح الاتحاد الديمقراطي المستقل (يو دي آي) خواكين لافين. كان لاغوس ثالث رئيس يحكم تشيلي منذ عام 1990 من تحالف الأحزاب لأجل الديمقراطية المنتمي إلى خط يسار الوسط. خلفه في 11 مارس 2006 الاجتماعية ميشيل باشيليت المنتمية إلى التحالف نفسه. منذ مايو 2007 شغل منصب المبعوث الخاص لشؤون التغير المناخي تحت رئاسة الأمين العام للأمم المتحدة بان كيمون.
يعلم التطوير السياسي والاقتصادي في جامعة براون في الولايات المتحدة الأمريكية. 

## سنواته الأولى
ولد لاغوس في سانتياغو، تشيلي. كان الطفل الوحيد لفروليان لاغوس سيبولفيدا (مزارع توفي عندما كان ابنه في الثامنة من عمره) وإيما إيسكوبار موراليس (التي توفيت عام 2005). درس الابتدائية في مدرسة ليتشيو التجريبية مانويل دي سالاس والثانوية في المعهد الوطني.
في عام 1961، تزوج لاغوس من كارمن ويبر، وأثمر زواجهما طفلين، ريكاردو وشيمنا. التقى عام 1969 بلويسا دوران وتزوجا عام 1971. تشارك الزوجان تربية طفلي لاغوس من زواجه الأول، وطفلي دوران من زواجها الأول، هيرنان وأليخاندرو، وطفلتهما الوحيدة معًا، فرانشيسكا.
أثناء دراسته الجامعية، حضر لاغوس محاضرات المؤرخ جيمي إيزاغويري ذات الصيت الجيد

## حياته الأكاديمية والسياسية
بعد حصوله على شهادة الحقوق من جامعة تشيلي عام 1960، تابع لاغوس دراساته العليا للحصول على شهادة الدكتوراه في الاقتصاد من جامعة ديوك، التي حصل عليها عام 1966. أصبح في تلك الفترة أستاذًا زائرًا في جامعة كارولاينا الشمالية في تشابيل هيل في قسم العلوم السياسية حتى 1965. بعد الوقت الذي قضاه في كارولاينا الشمالية، أبقى على صلاته بكلتا الجامعتين. إثر عودته لتشيلي توظف في معهد الاقتصاد التابع لجامعة تشيلي، الذي يديره آنذاك كارلوس ماساد. عين عام 1967 مدير مدرسة العلوم السياسية والإدارية، وهو منصب شغله حتى عام 1973، حين أصبح عميد جامعة تشيلي. عمل لاغوس بعدها أستاذًا في الاقتصاد في مدرسة الحقوق التابعة للجامعة، وبين عامي 1971 و1972 كان مدير معهد الاقتصاد. عُين لاحقًا مدير اللجنة الأمريكية اللاتينية للعلوم الاجتماعية.
في سبعينيات القرن العشرين، أعلن لاغوس نفسه «مستقلًّا يساريًّا» وهجر الحزب الراديكالي في تشيلي، الذي التحق به عام 1961، حين كان هذا الحزب يدعم حكومة خورخي ألساندري. رغم أنه لم يكن ذا باع طويل في السياسة، فقد عمل مع هيمان سانتا كروز سفيرًا لبلاده لدى الأمم المتحدة، حيث ألقى خطابًا رائعًا عن الأزمة المالية العالمية، كان انتقاده في خطابه بشدة قرار الرئيس الأمريكي، آنذاك ريتشارد نيكسون المتعلق بعدم قابلية تحويل الدولار الأمريكي إلى ذهب، إجراء أدى بعدها إلى الأزمة الآسيوية. في عام 1972، عين الرئيس سالفادور أليندي لاغوس سفيرًا لتشيلي في الاتحاد السوفييتي في موسكو، ولكن التعيين لم يوافق عليه الكونغرس. كمدير إقليمي لبرنامج تدريب دراسات الخريجين في العلوم الاجتماعية، عين فيما بعد مسؤولًا عن مشروع اليونسكو التابع لبرنامج الأمم المتحدة الإنمائي (يو إن دي بّس) في بوينس آيرس. عمل أيضًا لدى حكومة تشيلي مندوبًا للأمم المتحدة برتبة سفير في الجمعية العامة السادسة والعشرين للأمم المتحدة. بالإضافة إلى ذلك، كان مندوبًا في مؤتمر الأمم المتحدة الثالث للتجارة والإنماء.
بعد انقلاب عام 1973 بقليل، نُفي هو وعائلته إلى بوينس آيرس في الأرجنتين، حيث شغل منصب أمين عام كلية أمريكا اللاتينية للعلوم الاجتماعية (فلاكسو). انتقل لمدة سنة إلى الولايات المتحدة الأمريكية، حيث أصبح أستاذًا زائرًا يشغل مقعد ويليام ر. كنان لدراسات أمريكا اللاتينية في جامعة كارولاينا الشمالية في تشابل هيل. عمل عام 1975 مستشارًا لبرنامج الأمم المتحدة الإنمائي.
عاد لاغوس إلى تشيلي عام 1978، وعمل لصالح المشروع الإقليمي للتوظيف التابع للأمم المتحدة. أثناء تطبيق سياسات فرضها صندوق النقل الدولي كانت مهمته توجيه نصائح تتعلق بشؤون التوظيف للحكومات في قارة أمريكا الجنوبية.

## روابط خارجية
- ريكاردو لاغوس على موقع IMDb (الإنجليزية)
- ريكاردو لاغوس على موقع الموسوعة البريطانية (الإنجليزية)
- ريكاردو لاغوس على موقع مونزينجر (الألمانية)
- ريكاردو لاغوس على موقع إن إن دي بي (الإنجليزية)
- ريكاردو لاغوس على موقع قاعدة بيانات الفيلم (الإنجليزية)
- ريكاردو لاغوس على موقع كينوبويسك (الروسية)